# 看不見的愛
《看不見的愛》（韓語：오직 그대만），是一部2011年上映於韓國的愛情電影，由當紅演員蘇志燮與韓孝周搭配。此片被選為2011年釜山國際影展的開幕片。

## 劇情介紹
哲民（蘇志燮飾）曾經是位優秀的拳擊手，卻在發生某件事情後，突然消失匿跡好幾年，並隱姓埋名靠著早上送水、晚上當停車場管理員為生。他遇上了一名個性活潑善良的失明女子靜華（韓孝周飾），兩人時常相互陪伴，不知不覺間被對方所吸引，原本內心封閉的哲民在樂觀開朗的靜華面前逐漸打開心扉，而靜華也漸漸信賴並依靠哲民，兩人很快地相戀，並過著幸福快樂的生活。
為了實現與靜華的未來，哲民重回格鬥比賽以賺取更多的生活費，然而某日，他發現那場導致靜華視力受損的車禍，竟然和當年自己所犯下的過錯有關係，且得知如果靜華不馬上接受眼角膜移植手術，將會永遠失明。在傷心與愧疚之下，哲民決定參加一場高額獎金的地下生死格鬥比賽，來幫靜華籌取龐大的醫藥費，這卻是他們無法相見的開始......

## 演員陣容
- 蘇志燮 飾 張哲民
- 韓孝周 飾 何靜華
- 姜信日 飾 教練
- 朴哲民 飾 副教練
- 吳光祿 飾 遭火灼傷的大叔
- 尹鍾和 飾 泰植
- 金正學 飾 馬組長
- 金美京 飾 修女
- 趙成夏 飾 地下賭場老大
- 晉久 飾 花店老闆

## 外部連結
- NAVER電影 （页面存档备份，存于）
- Daum電影 （页面存档备份，存于）
- 電影twitter頁面 （页面存档备份，存于）
- 互联网电影数据库（IMDb）上《看不見的愛》的资料（英文）